# Лопеш, Грегориу

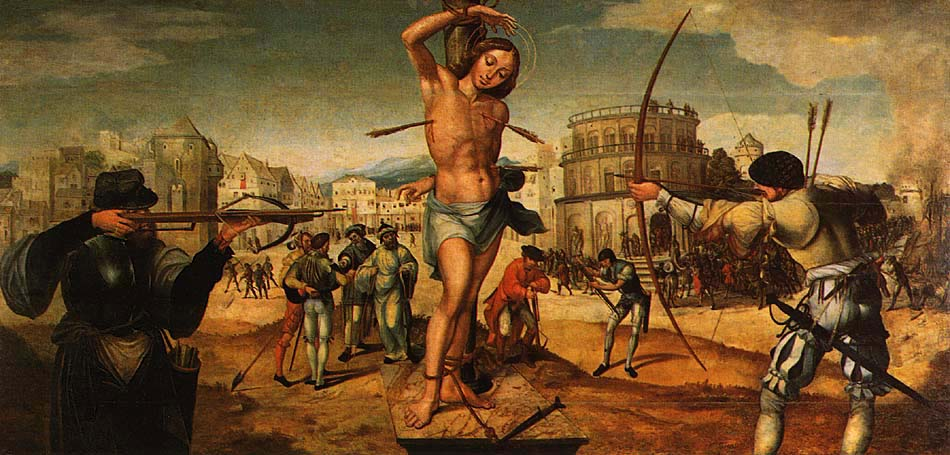
Г. Лопеш Страсти по св. Себастьяну (1536)

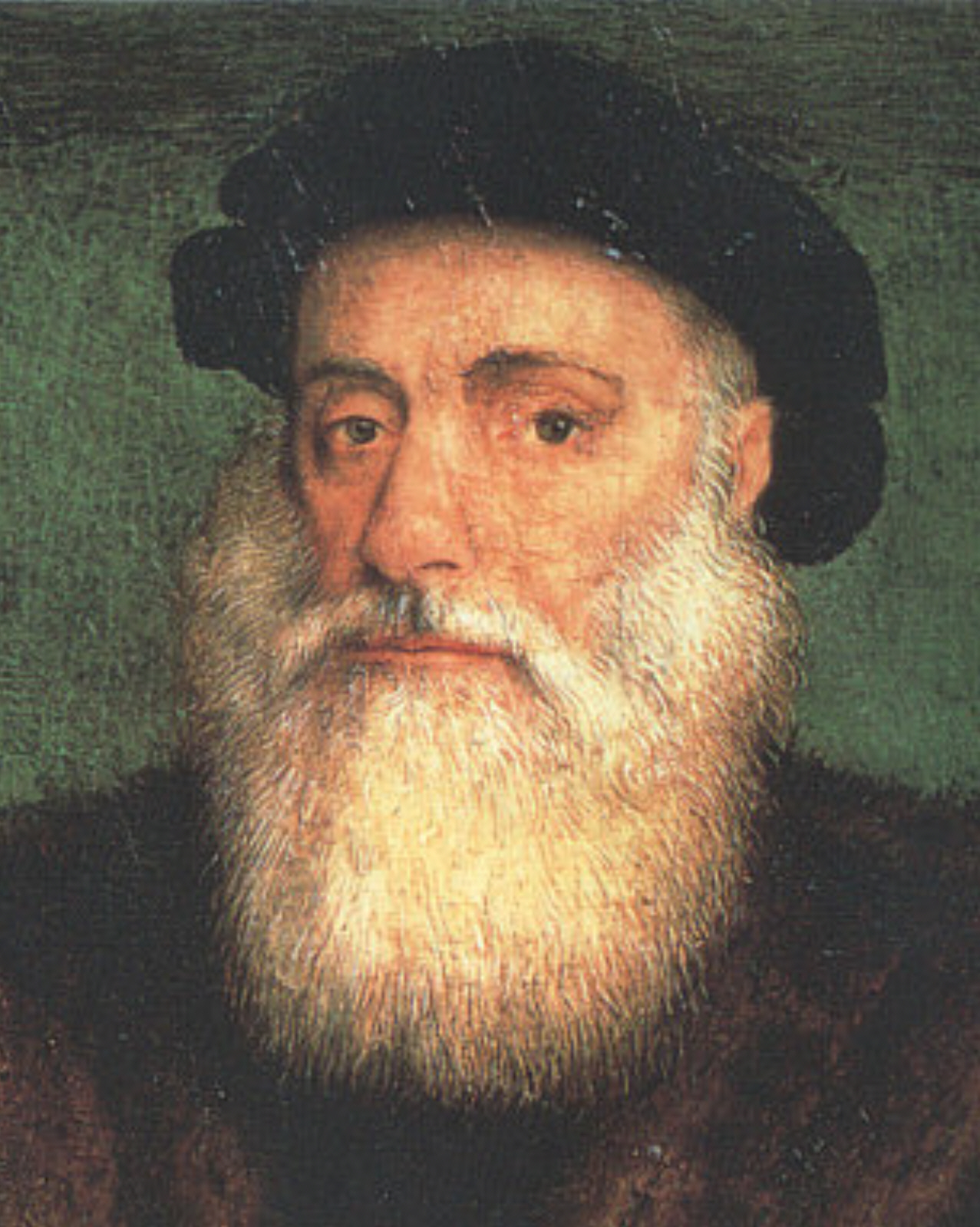
Г. Лопеш Портрет Васко да Гамы

Грегориу Лопеш (порт. Gregorio Lopes; 1490—1550, Лиссабон) — португальский художник, один из наиболее выдающихся живописцев эпохи Возрождения в Португалии.
Художественное обучение Г. Лопеш проходил в мастерской Жорже Афонсу, придворного художника королей Мануэла I и Жуана III. В 1514 году Лопеш вступает в брак с дочерью Жорже Афонсу. В 1520 он был посвящён в рыцари герцогом Коимбры Жорже, побочным сыном короля Жуана II, и был принят в Орден Сантьяго.
Картины, написанные Г. Лопешем, были по большей части религиозного содержания. Так, его кисти принадлежат алтарные картины для нескольких церквей и монастырей центральной Португалии. Между 1520 и 1525 годами этот мастер работает, совместно с художником Жорже Леалем, над алтарём монастыря Святого Франциска в Лиссабоне. В 1520-е годы он расписывает панели для собора Параисо (Райского) в столице страны. В начальный период своего творчества Лопеш работает также в Сетубале, Сезимбре и монастыре Феррейрим (вместе с Кристобалем де Фигейреду и Гарсия Фернандешем). В 1536—1539 годах Лопеш расписывает панели в Томаре, для круглой церкви монастыря Христа и пишет алтарную картину для церкви Иоанна Крестителя (в 1538—1539). Его последние известные работы — алтарные картины для монастырей Сантуш-о-Ново в Лиссабоне (за 1540 год) и Вальверде близ Эворы (1545 г.). Г. Лопеш является также автором портретов ряда известных португальцев, и среди них Васко да Гамы. Сын художника, Кристобаль Лопеш, был также известным живописцем.
Художественные работы Грегориу Лопеша можно увидеть в экспозиции лиссабонского Национального музея древнего искусства.